# Beloretsk
Beloretsk (tiếng Nga: Белорецк) là một thành phố Nga. Thành phố này thuộc chủ thể Cộng hòa Bashkortostan. Thành phố có dân số 71.093 người (theo điều tra dân số năm 2002). Đây là thành phố lớn thứ 219 của Nga theo dân số năm 2002. Dân số qua các thời kỳ:68,806 (Điều tra dân số 2010); 71,093 (Điều tra dân số 2002); 72,434 (Điều tra dân số năm 1989).

## Công trình

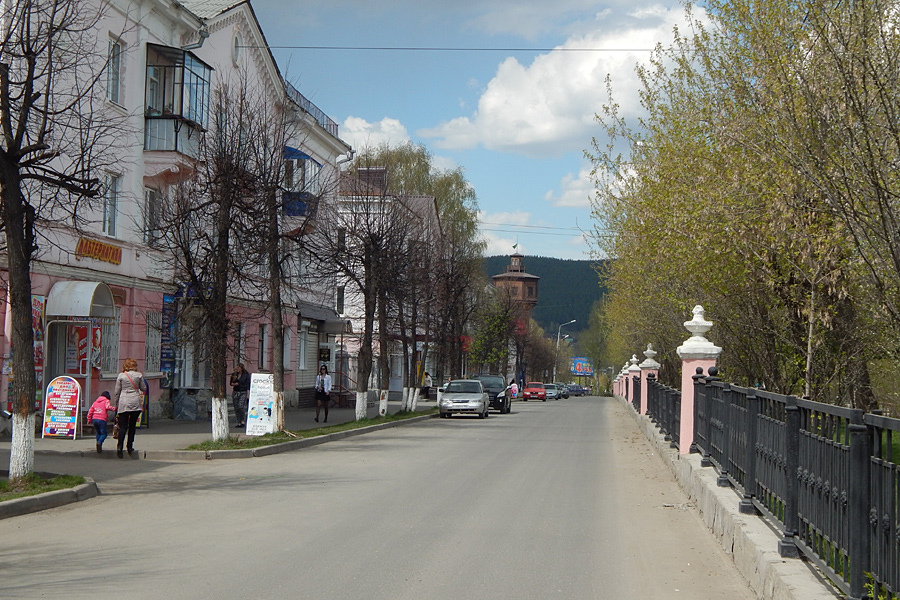
Dọc đường Tochissky. Xa xa tháp nước cũ.
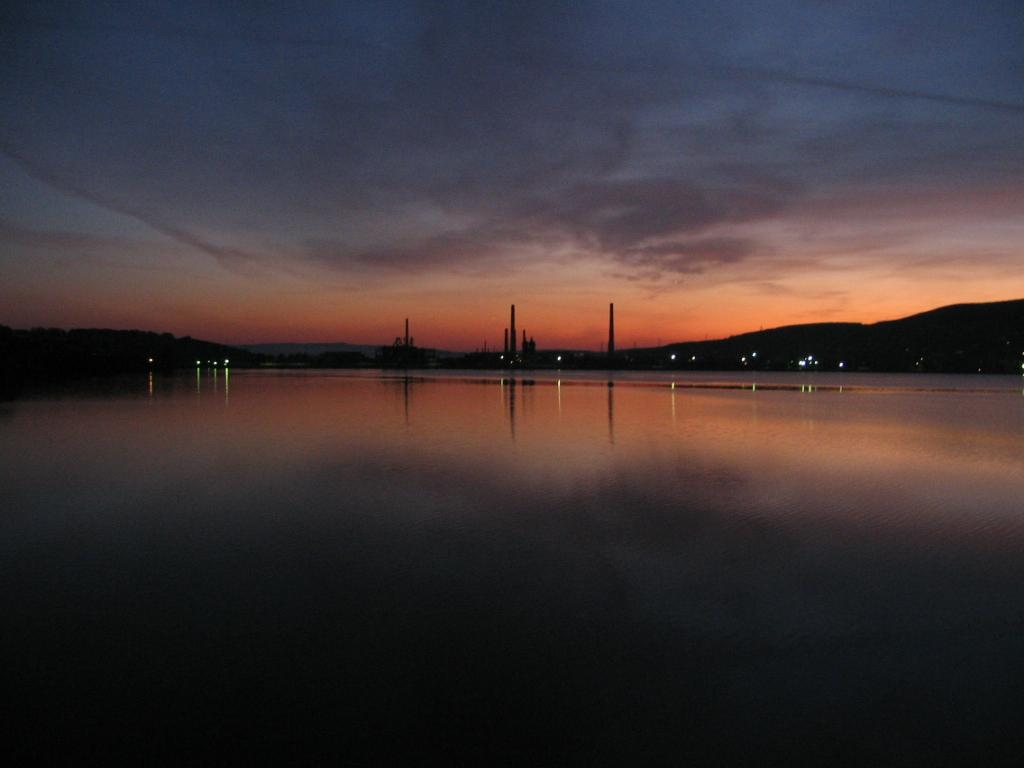
Nhà máy luyện kim Beloretsk lúc hoàng hôn
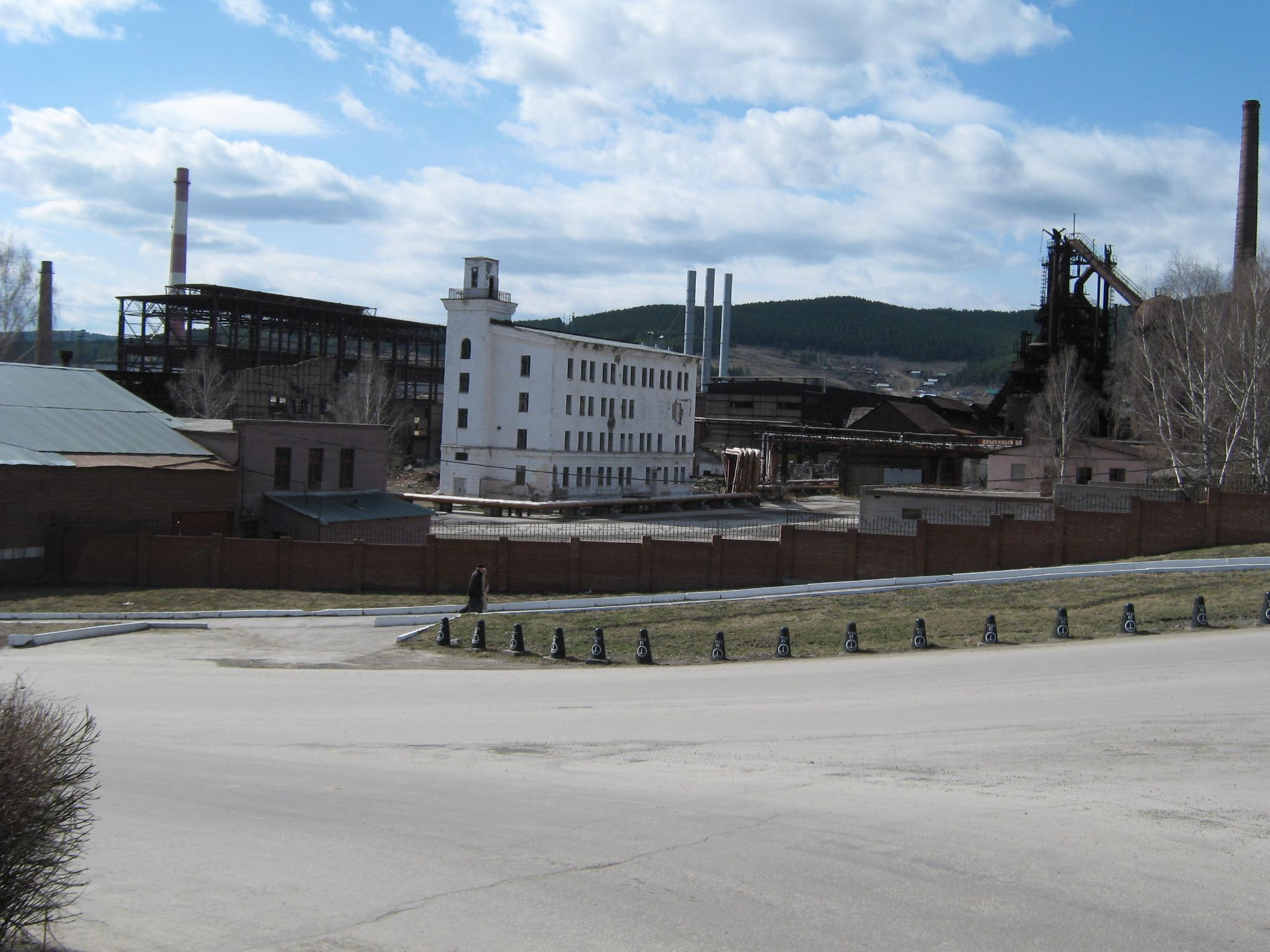
Nhà máy luyện kim Beloretsk
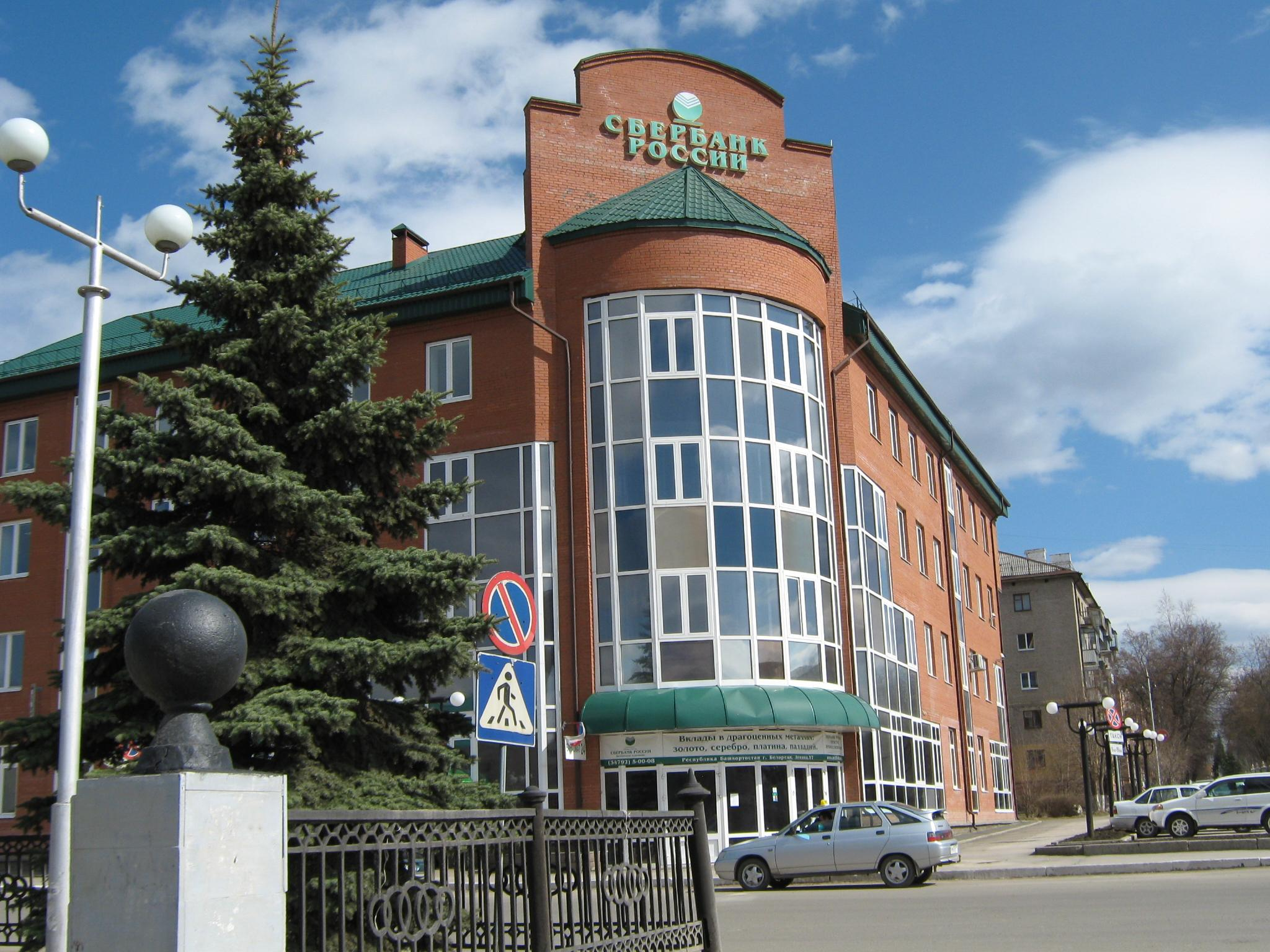
Chi nhánh Beloretsk ngân hàng Sberbank của Nga
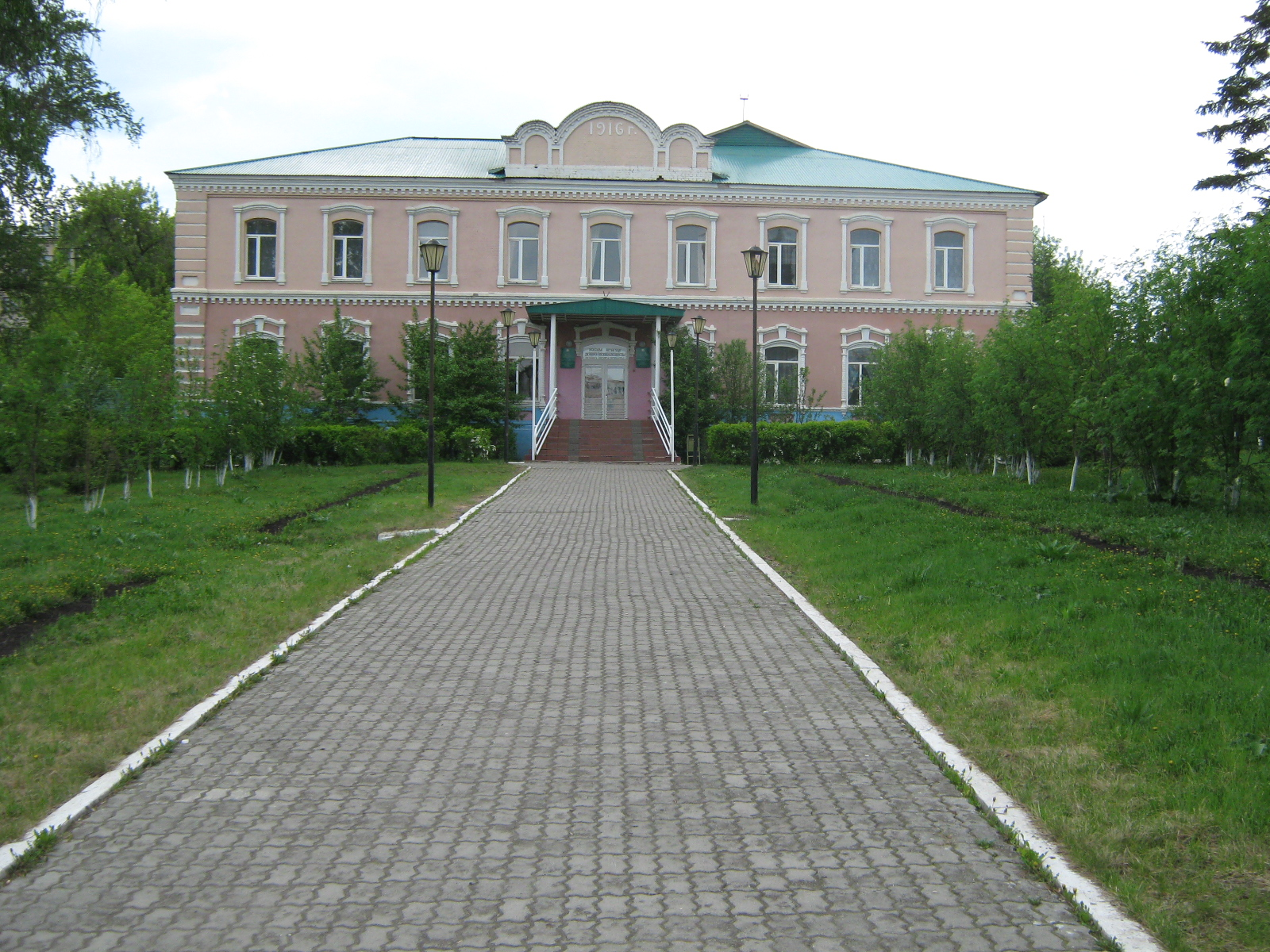
Nhà thi đấu Beloretsk Bashkir được đặt theo tên của Yanybai Khammatov
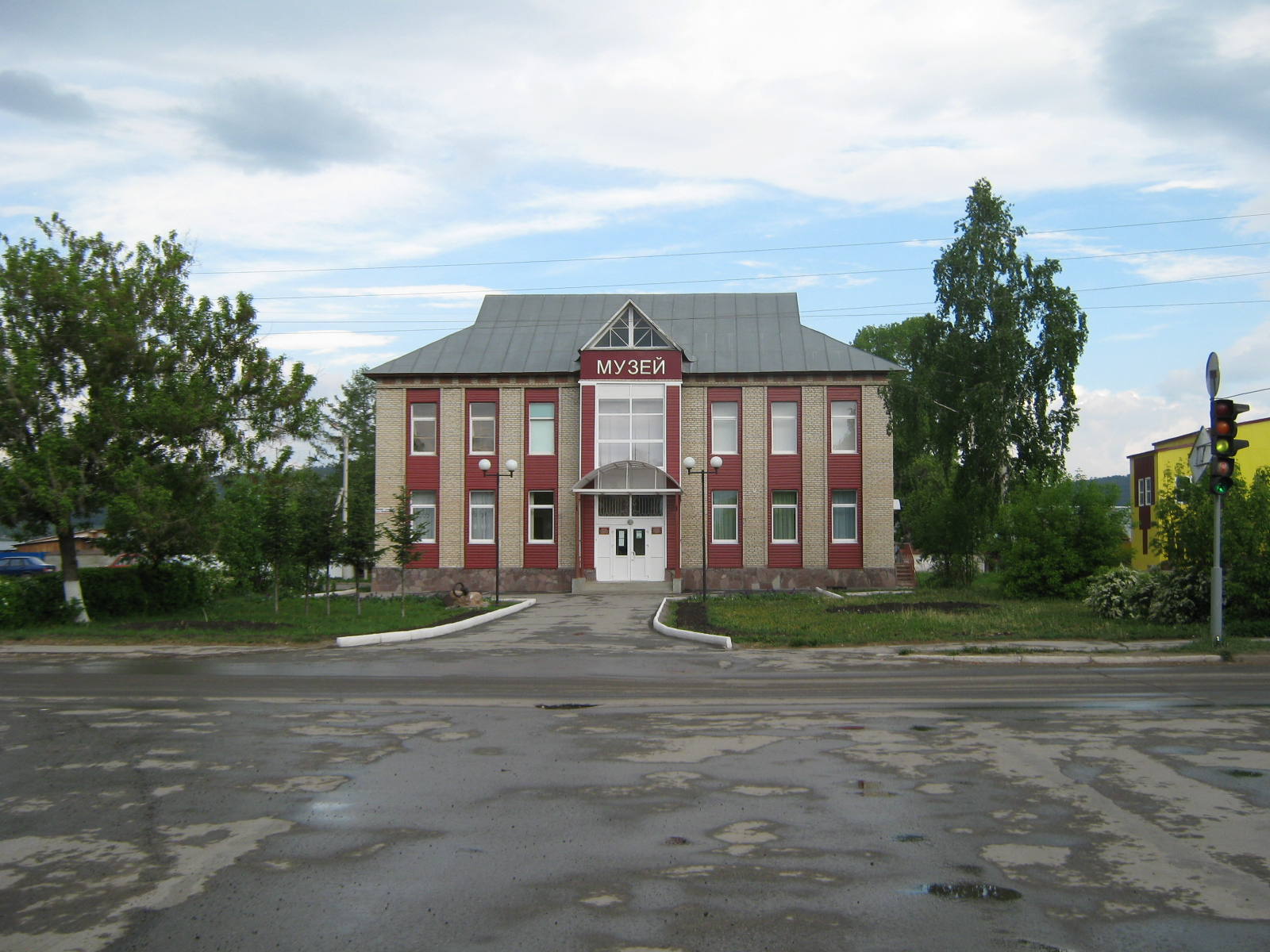
Bảo tàng Beloretsk của địa phương Lore
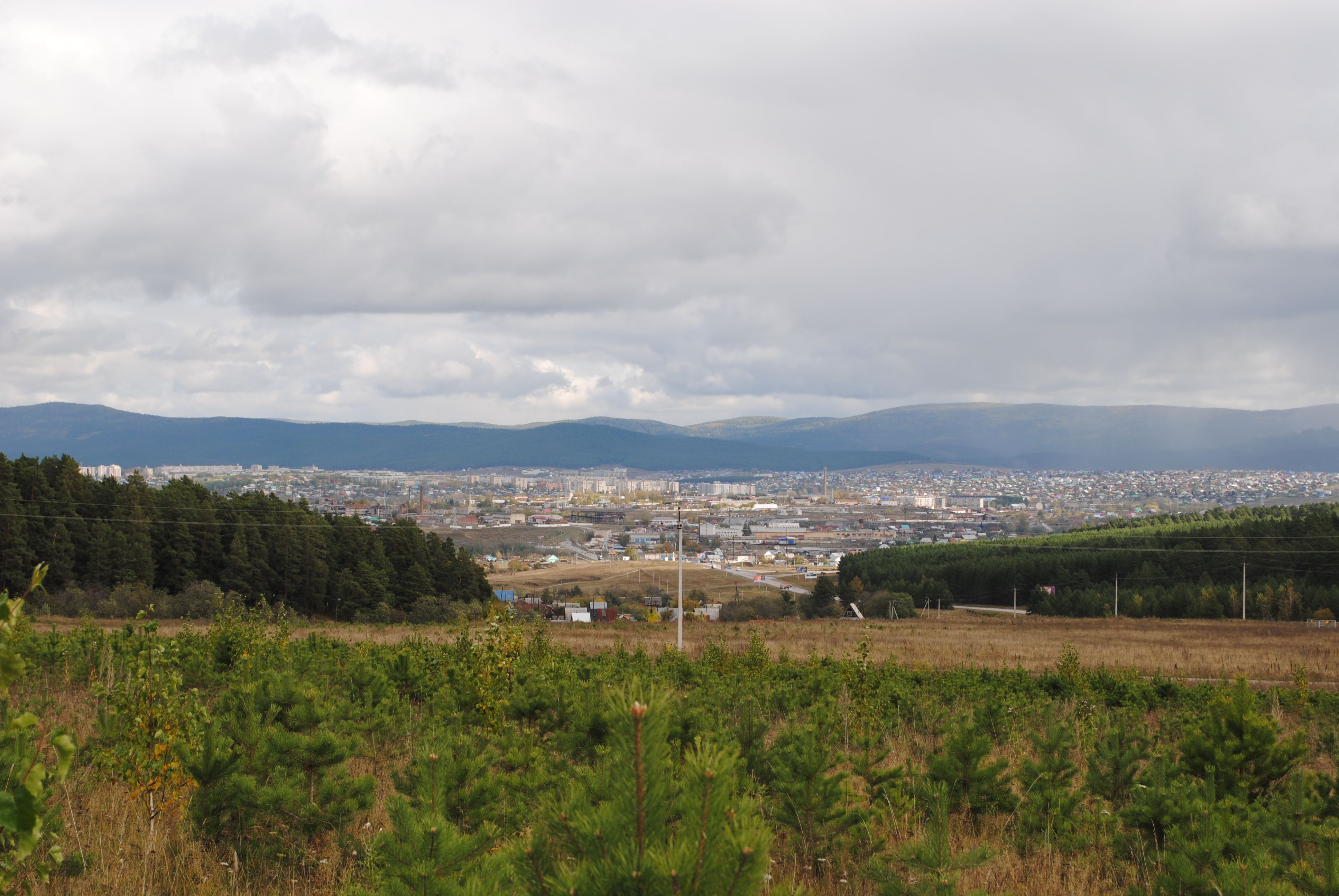
Quang cảnh Beloretsk từ đường cao tốc Ufa
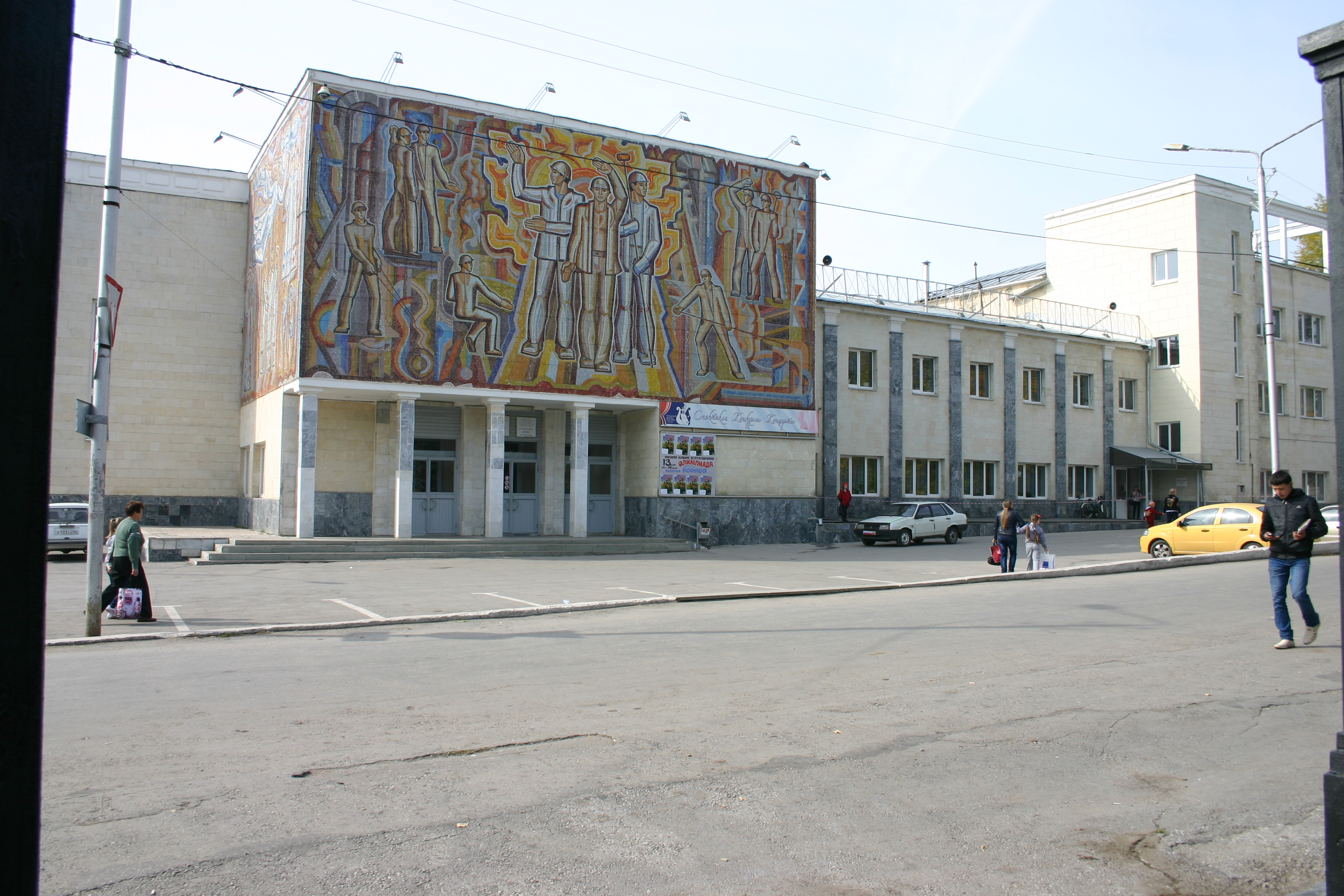
Triển lãm các nhà luyện kim
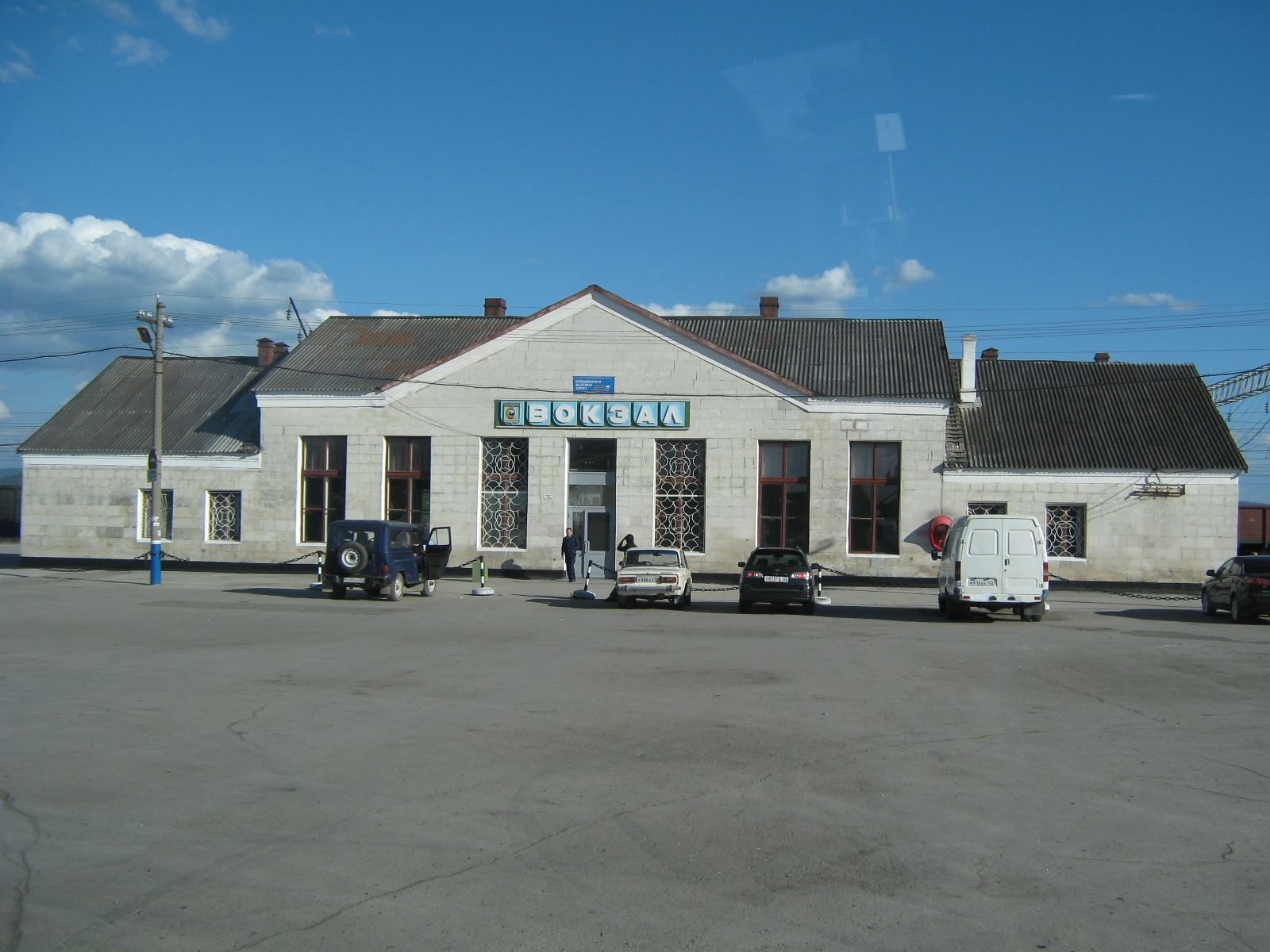
Ga xe lửa

### Tượng đài

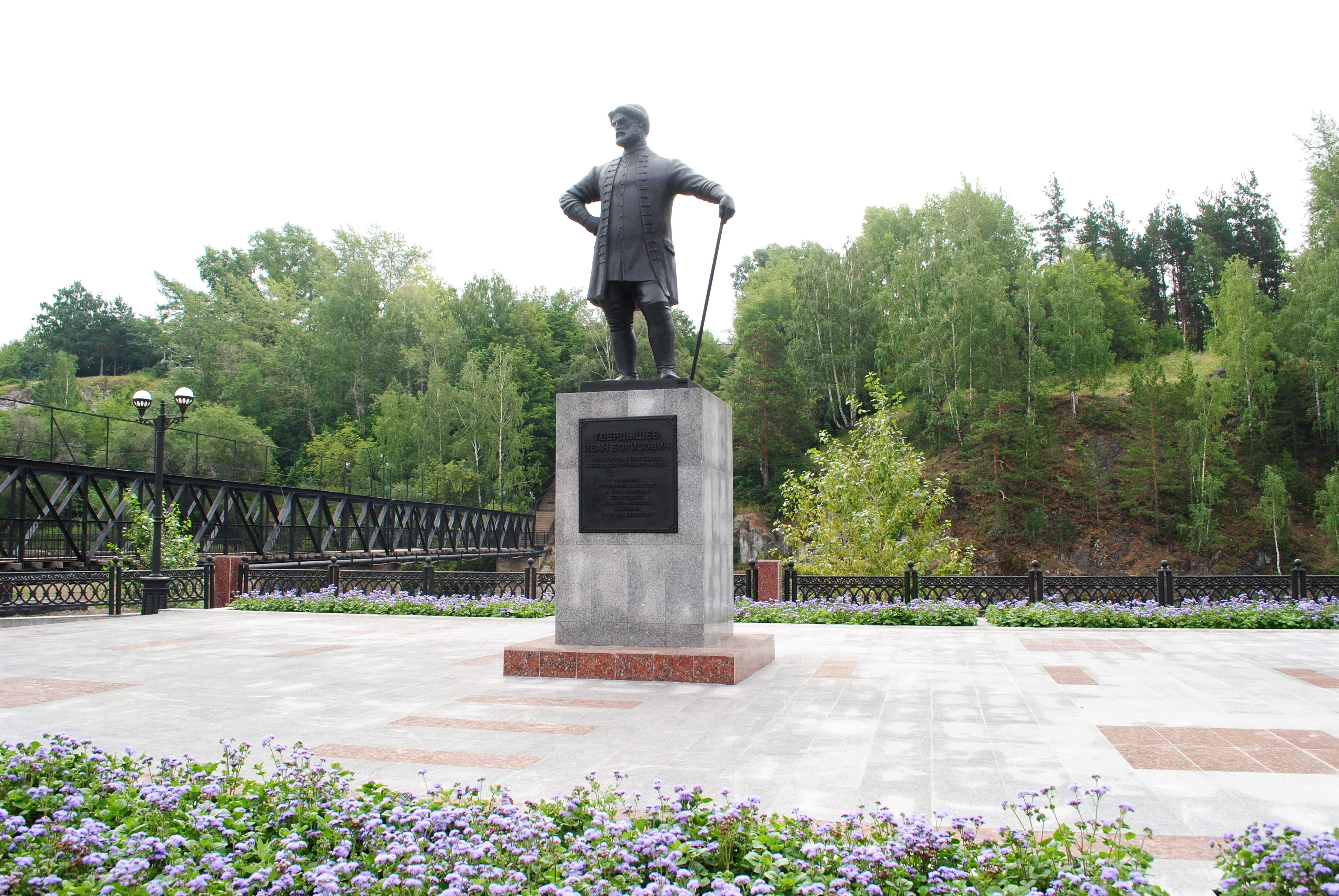
Đài tưởng niệm người sáng lập nhà máy luyện sắt Beloretsk Ivan Borisovich Tverdyshev
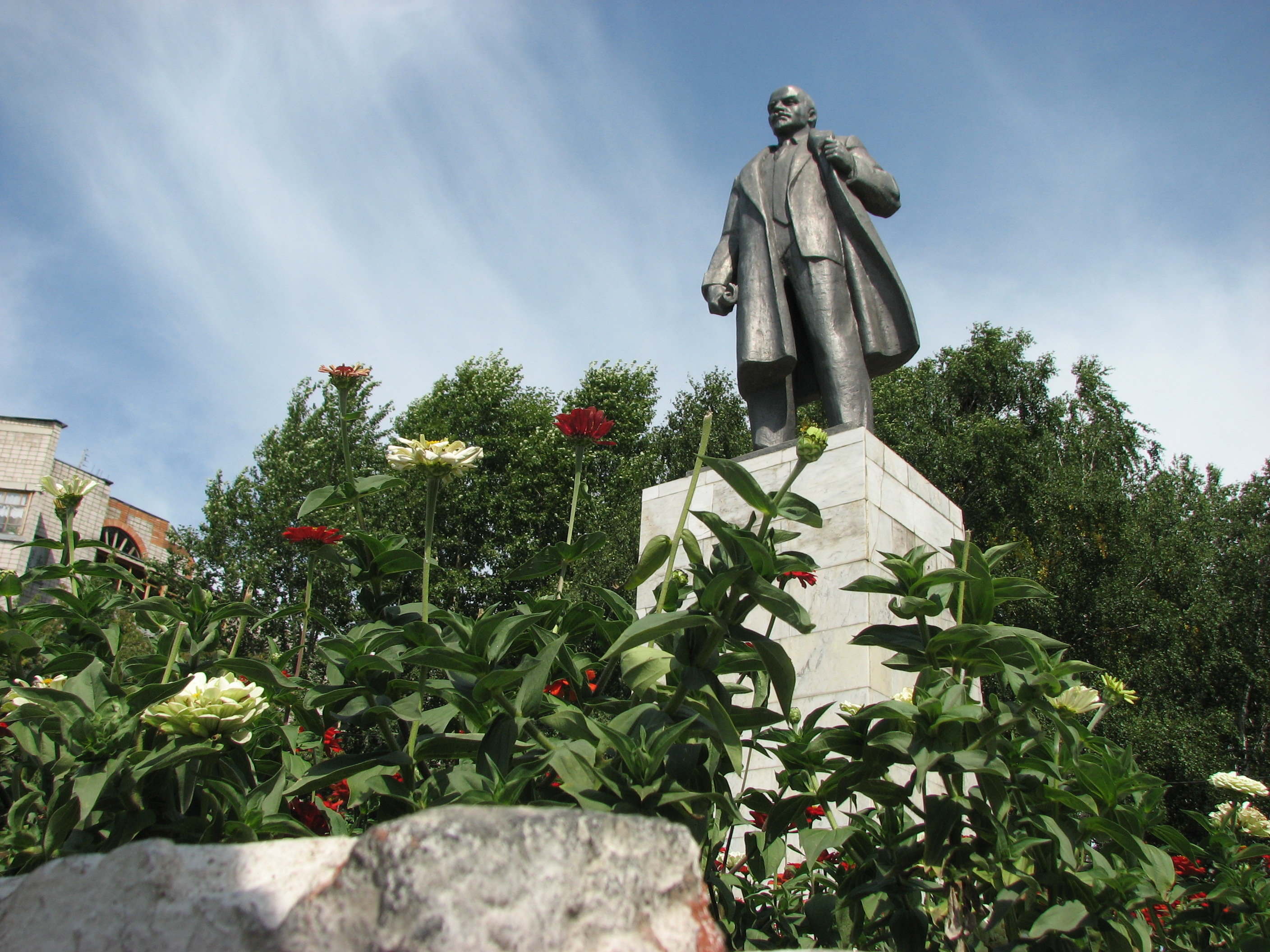
Tượng đài V.I.Lenin
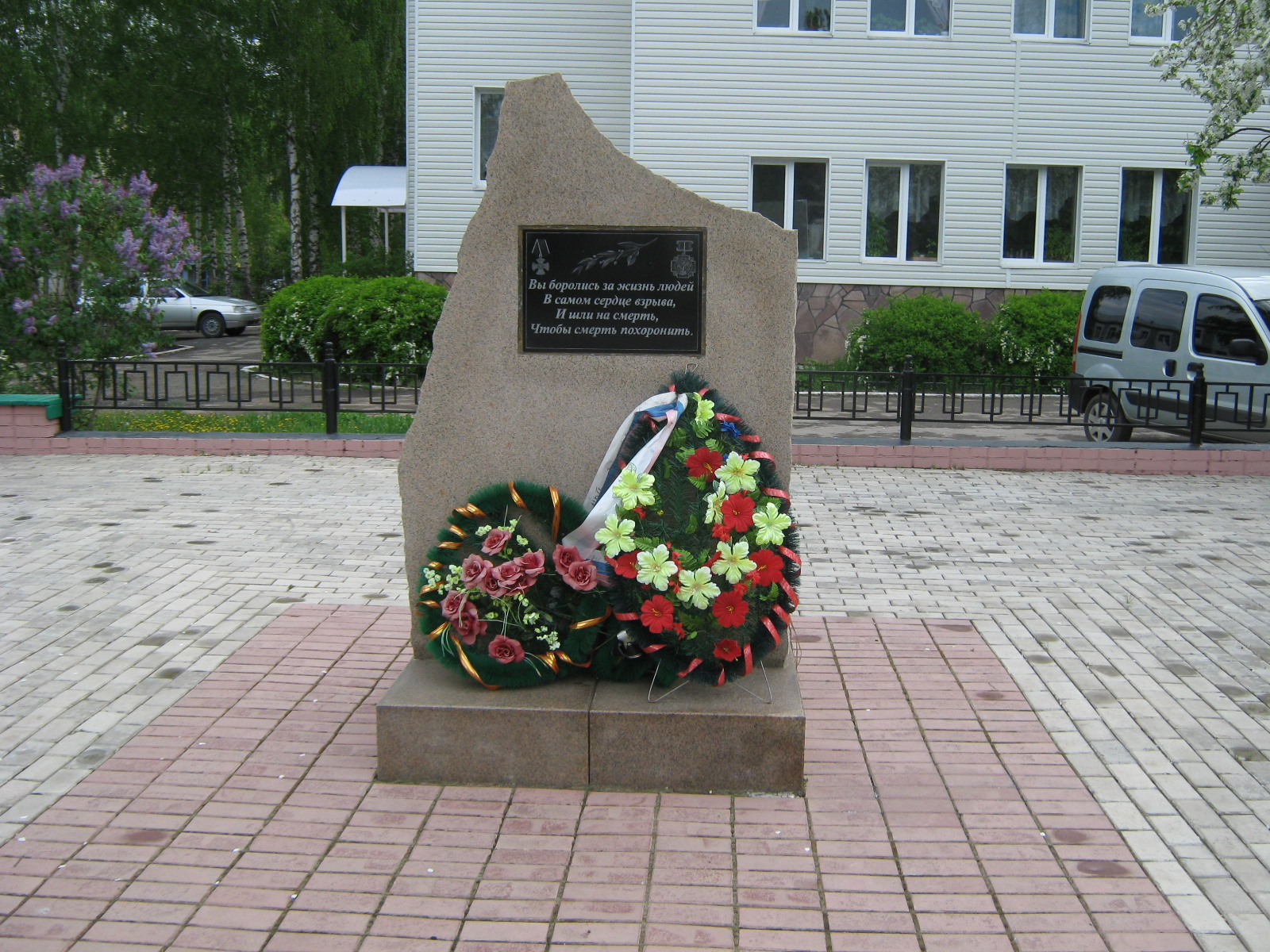
Đài tưởng niệm những nạn nhân của vụ tai nạn tại nhà máy điện hạt nhân Chernobyl
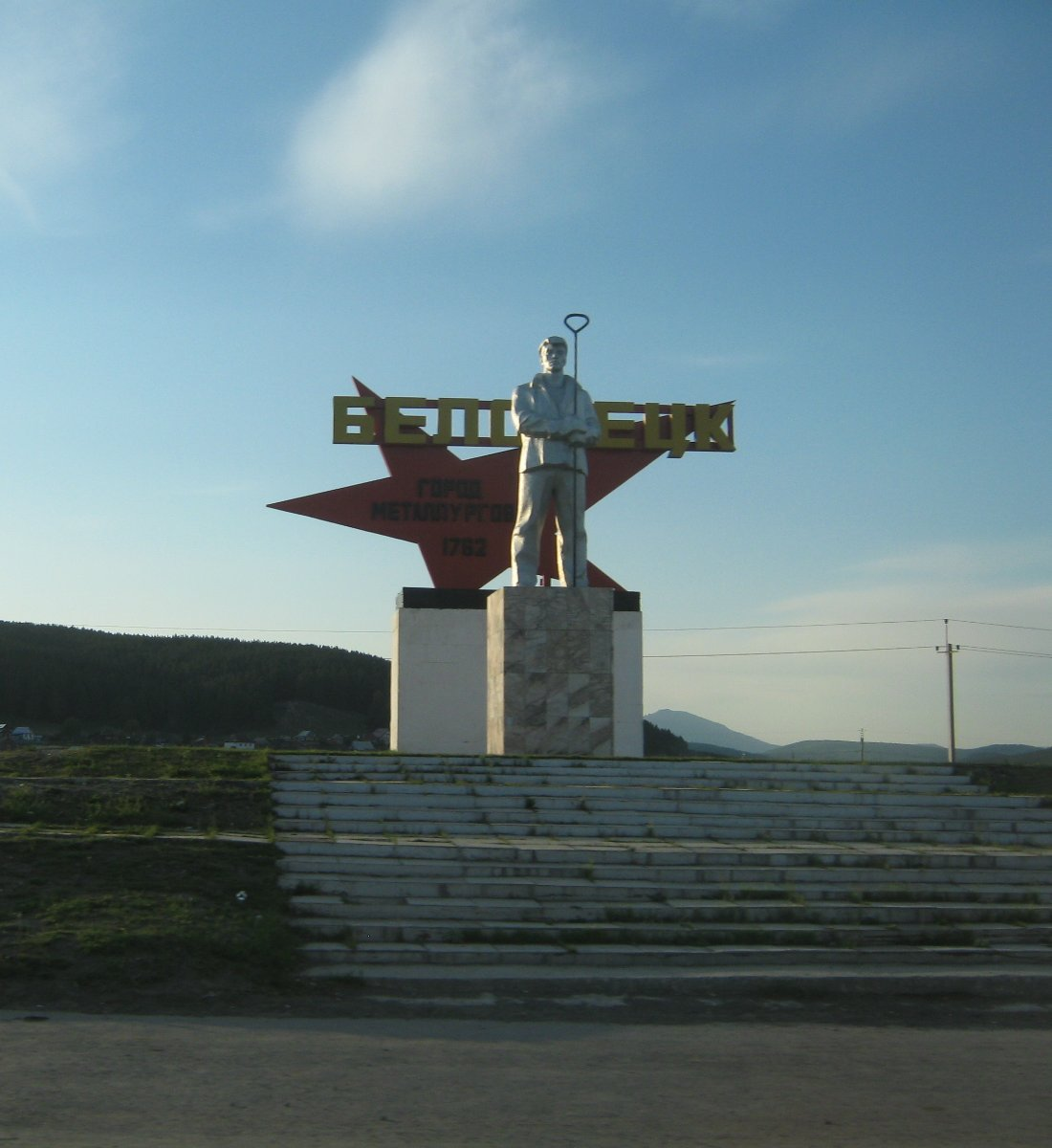
Tượng đài "Stalevar"

### Nhà thờ Chính thống Nga

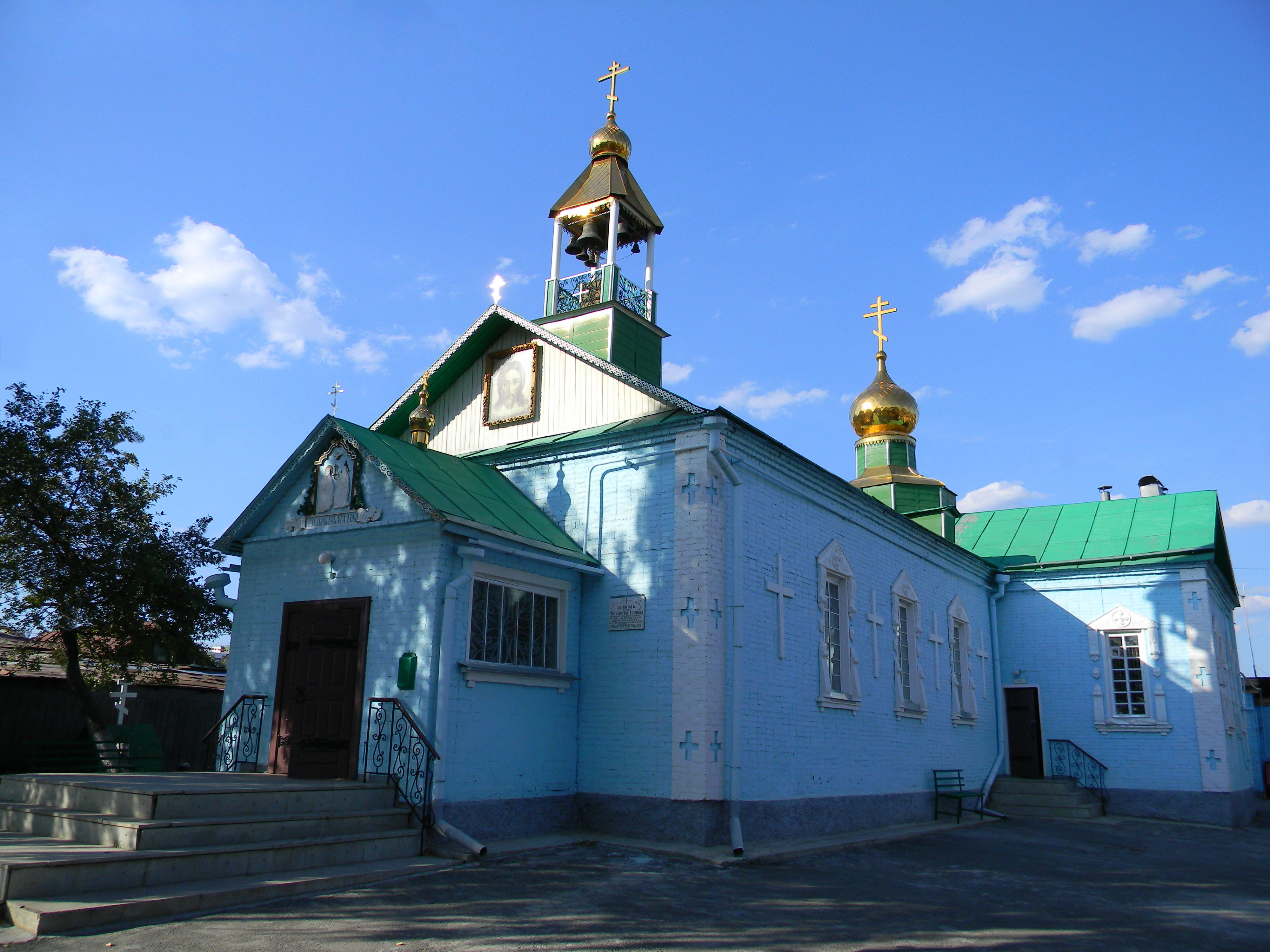
Nhà thờ Holy Trinity
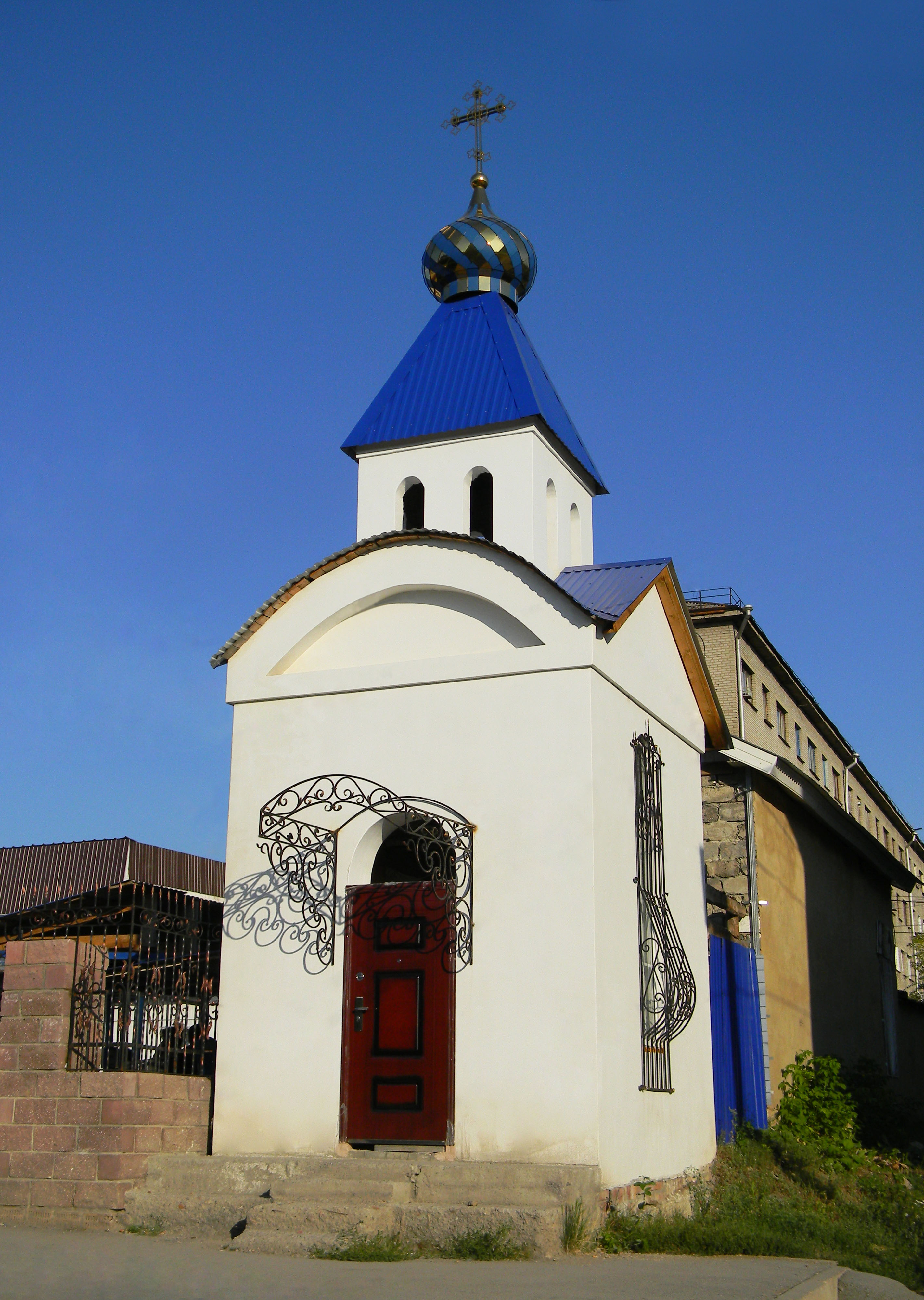
Nhà nguyện trên đường phố Lê-nin
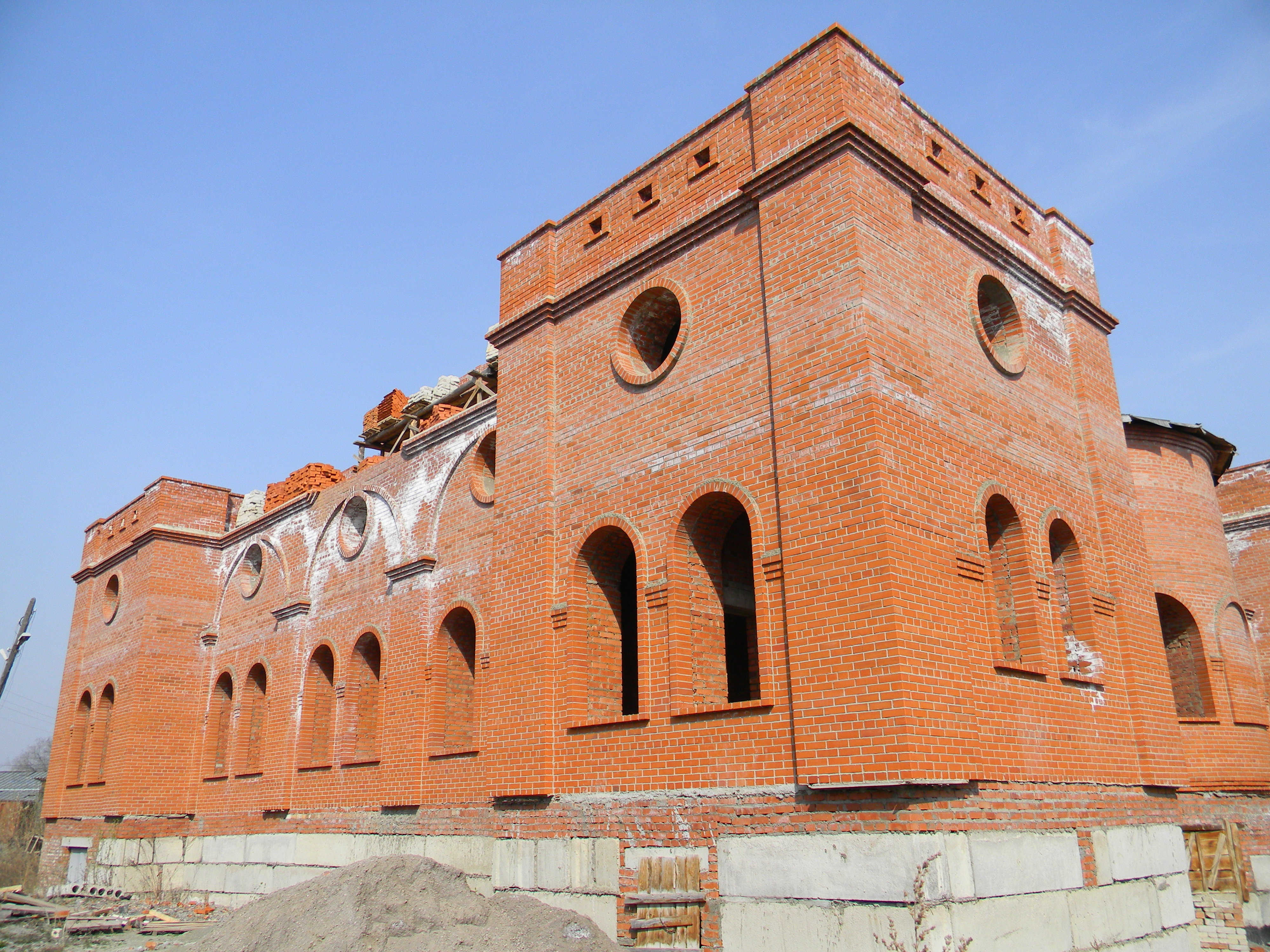
Nhà thờ Thánh Nicholas đang được xây dựng

### Nhà thờ Hồi giáo

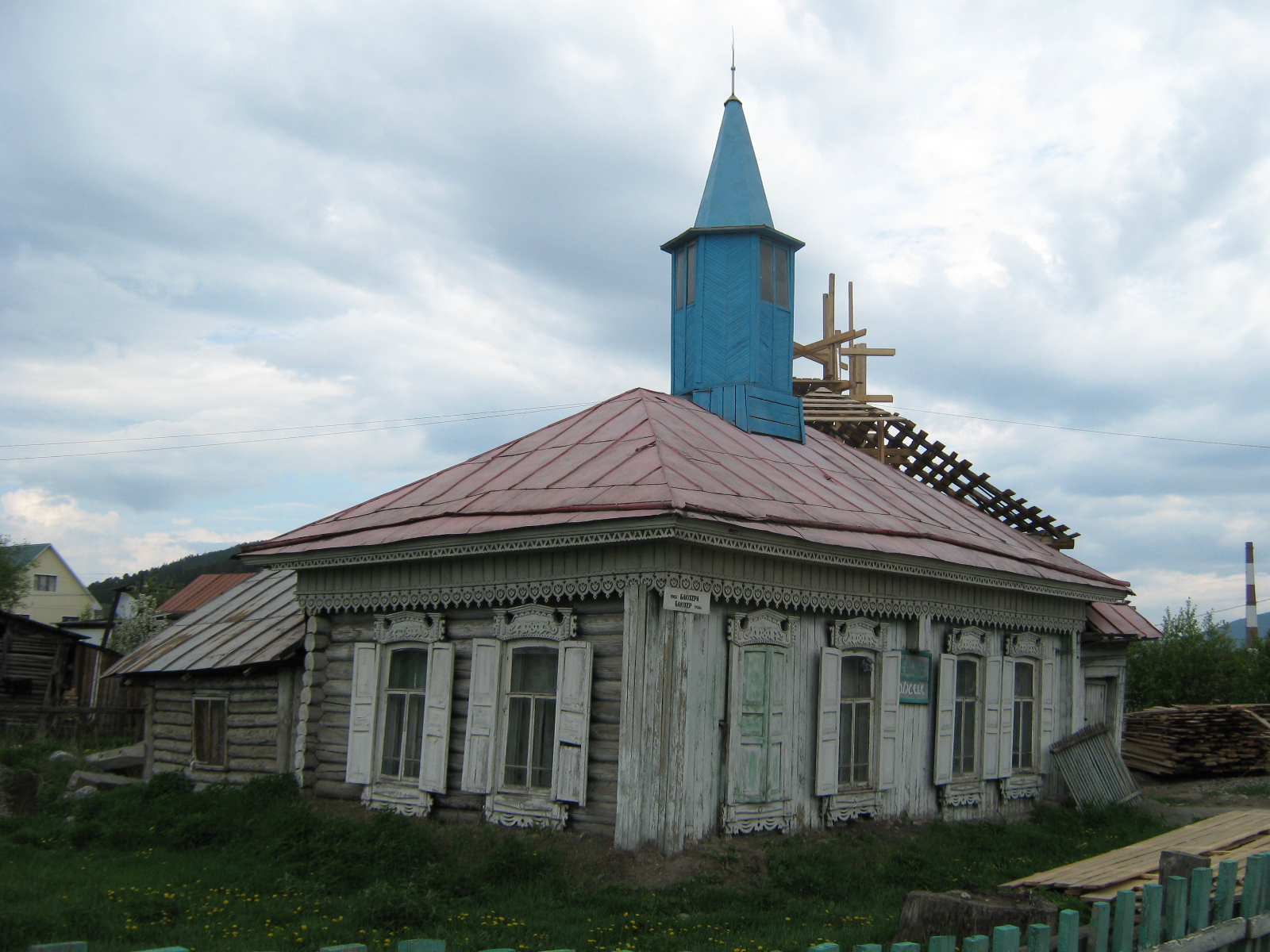
Nhà thờ Hồi giáo Beloretsk
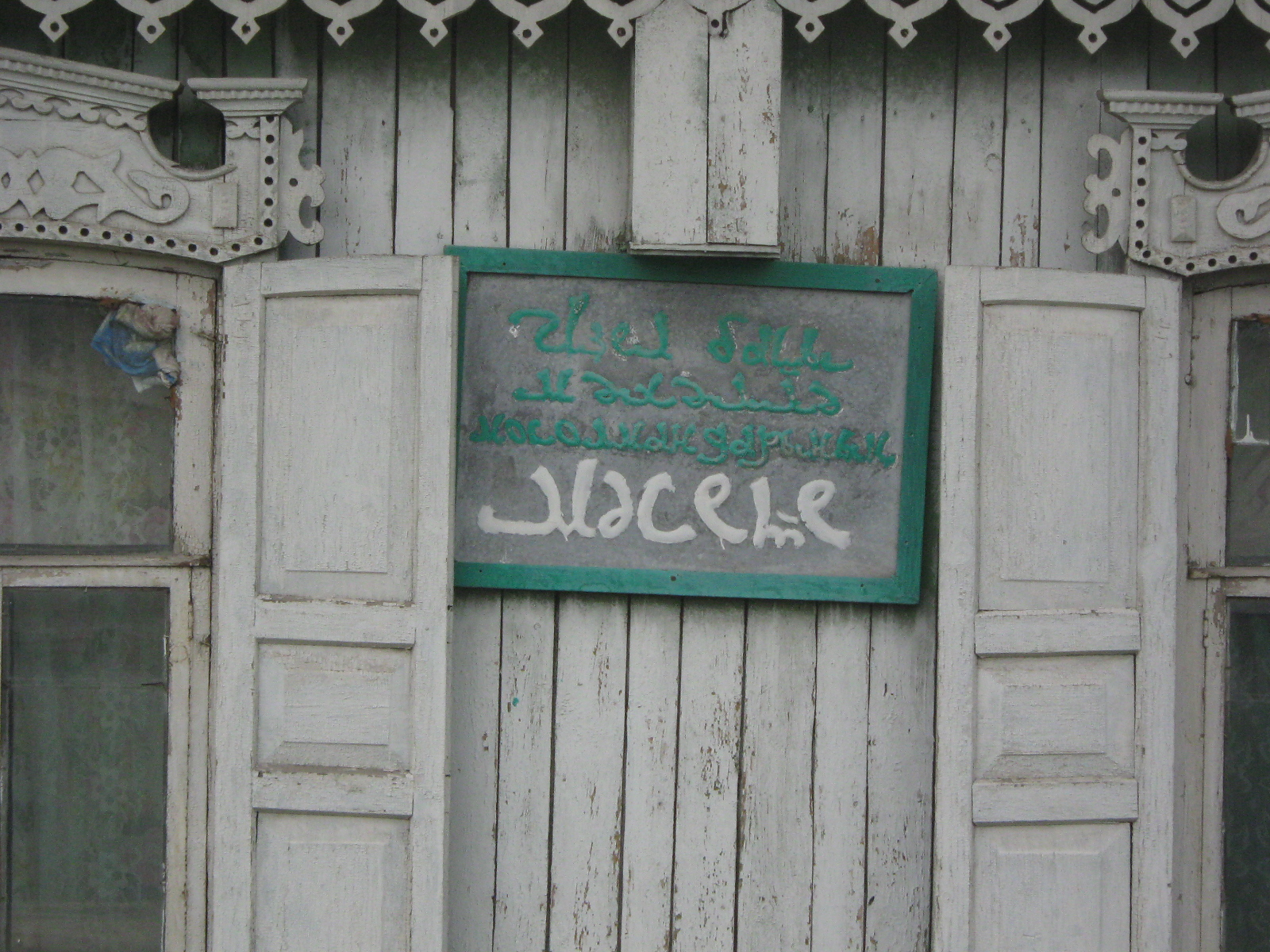
Nhà thờ Hồi giáo Beloretsk